# Tulbagh
Tulbagh ist ein Weinort in der Lokalgemeinde Witzenberg, im Distrikt Cape Winelands der südafrikanischen Provinz Westkap. Der Ort liegt rund 125 Kilometer nordöstlich von Kapstadt im Tal des Little Berg River und ist umgeben von der bis zu 2200 Meter hohen Gebirgskette Witzen Mountains und dem Groot Winterhoek Wilderness Area.
Der 1700 als Roodezand gegründete Ort erhielt 1795 seinen heutigen Namen nach Ryk Tulbagh, Gouverneur der Kapkolonie von 1751 bis 1771. Die Stadtrechte wurden 1861 verliehen. Tulbagh liegt 800 Meter über dem Meeresspiegel und hatte 2011 8969 Einwohner.

## Geschichte
Aufgrund seiner günstigen klimatischen Bedingungen – reichliche Niederschläge in den Wintermonaten (Juli bis August, gelegentlich sogar Schneefälle) und trocken-warm im Sommer – wurde das Tulbagh-Tal schon Ende des 17. Jahrhunderts von Hugenotten (um 1689) wegen seiner günstigen natürlichen Grundlagen für den Weinbau und mit zunehmendem Obstanbau auch von Engländern besiedelt. Diese Kulturen bedurften von Anfang an der künstlichen Bewässerung, die durch das Anlegen von kleinen aus Steinen errichtete Wehre und Gräben bewerkstelligt werden konnte. Besonders die Bäche aus der Witzenberg-Kette sicherten eine gute Wasserversorgung. 1743 erstand hier die erste Kirche im südlichen Afrika, heute ein bekanntes Museum (Oude Kerk-Volksmuseum). In der Nähe des Ortes ließen sich die Afrikaner, ein Orlam-Stamm, nieder, da sie auf den Farmen der Buren Arbeit und in der umliegenden Gebirgslandschaft gute Jagdgründe fanden. Vermutlich hat auch der spätere Name der Hauptstadt Südwest-Afrikas (des heutigen Namibia) Windhuk hier in der Groot Winterhoek Wilderness seine Wurzeln. Zumindest liegt diese Erklärung nahe, da die Afrikaner die ersten dauerhaften Bewohner Windhuks wurden und ihr Häuptling Jonker Afrikaner 1790 in der Nähe von Tulbagh geboren worden war.
Tulbagh lag etwas abgelegen und war daher weniger entwickelt als die Orte der Umgebung (Montagu, Ceres und Worcester), die mit Weinanbau und großflächigen Obstplantagen weitaus größeren Erfolg hatten, zumal sie über eine bessere Straßenanbindung verfügten und die Transporte nicht erst schwierige Pässe wie den Bain’s Kloof Pass überwinden mussten.
Am 29. September 1969 gab es ein Erdbeben, wobei der Ort stark beschädigt wurde. Ein aus Historikern und Architekten gebildetes Team entwarf ein Wiederaufbauprogramm, so dass ein geschlossenes Ensemble von Häusern im kapholländischen Stil entstand. Alle 32 Häuser der Church Street wurden unter Denkmalschutz gestellt und bilden heute ein Freilichtmuseum mit Gebäuden des 18. und 19. Jahrhunderts. Zu den Weingütern gehören Drostdy Hof, Twee Jonge, Gezellen und Theuniskraal.

## Verkehr
Durch die nah am Ort vorbeiführende Fernstraße R46 ist Tulbagh an das nationale Straßennetz angebunden. Zudem ermöglicht eine Nahverkehrsstrecke der Metrorail Western Cape (Kapstadt–Wellington–Hermon–Worcester) regelmäßige Zugverbindungen der Anwohner und Besucher über den Haltepunkt im Vorort Tulbaghweg. Ferner gibt es eine Landepiste Grootvlei für Kleinflugzeuge.